# Gephyrocharax chocoensis
Gephyrocharax chocoensis är en fiskart som beskrevs av Eigenmann 1912. Gephyrocharax chocoensis ingår i släktet Gephyrocharax och familjen Characidae. Inga underarter finns listade i Catalogue of Life.